# Enga-Erdrutsch 2024
Der Enga-Erdrutsch ereignete sich am 24. Mai 2024 in der Enga Province in Papua-Neuguinea. Er erfasste sechs Dörfer, eines davon wurde komplett verschüttet. Mehr als 2500 Menschen werden seither vermisst. Es wird geschätzt, dass mehr als 2000 von ihnen durch den Erdrutsch getötet wurden. Der Erdrutsch war der weltweit tödlichste Erdrutsch seit der Katastrophe von Vargas in Venezuela 1999 und die tödlichste Naturkatastrophe in Papua-Neuguinea seit dem Papua-Neuguinea-Erdbeben 1998.

Die Enga-Provinz in Papua-Neuguinea

## Bezeichnung
Die Bezeichnung Enga-Erdrutsch bezieht sich auf den Namen der Hochlandprovinz Enga, die von hohen Bergen und oft durch Brandrodung entwaldeten Tälern geprägt ist. Die Provinz wiederum hat ihren Namen von der in ihr dominierenden Ethnie der Enga.

## Hintergrund
In Papua-Neuguinea kommt es immer wieder zu tödlichen Erdrutschen, die durch das bergige Gelände, das Wetter, das Klima, den Tagebau, die Armut und die Misswirtschaft der Regierung verursacht werden. Bei einem Erdrutsch im April kamen 14 Menschen ums Leben, bei einem anderen einen Monat zuvor kamen mindestens 21 Menschen zu Tode.
Erst wenige Tage zuvor hatte ein Erdbeben der Stärke 4,5 die Provinz Enga erschüttert; ob der Erdrutsch damit im Zusammenhang steht, sei unklar.

## Ablauf
Der Erdrutsch ereignete sich um 3:00 Uhr PGT (17:00 Uhr MEZ), während die meisten Menschen schliefen. Ein örtlicher Vertreter der Internationalen Organisation für Migration ging zunächst von mindestens 670 Todesopfern aus. Der nationale Katastrophenschutz berichtete, es seien mehr als 2000 Menschen von Erdmassen verschüttet worden. Mehr als sechs Dörfer in der Region Maip-Mulitaka sind von dem Erdrutsch betroffen. Etwa 150 Häuser sollen verschüttet worden sein. Sie seien sechs bis acht Meter tief unter Geröll begraben. Mehr als 4000 Menschen sollen von der Katastrophe unmittelbar betroffen sein. Durch den Erdrutsch wurde auch die einzige Zufahrtsstraße zur nahegelegenen Porgera-Goldmine und zu weiteren Orten blockiert. Die meisten Quellen für sauberes Trinkwasser im Katastrophengebiet sind in der Folge des Erdrutsches unzugänglich geworden.
Der Rettungseinsatz wird außerdem durch die abgelegene Lage und die Unzugänglichkeit der Region, unbefestigte Straßen, den instabilen Untergrund mit weiteren Erdrutschen sowie durch gewaltsame Auseinandersetzungen zwischen zwei Stämmen erschwert. Eine für wichtige Hilfslieferungen genutzte Brücke entlang der Hauptstraße zwischen Western Highlands und Enga ist am Morgen des 28. Mai eingestürzt, wodurch die Versorgung der Region auf dem Landweg erschwert wurde.

## Fortlaufende Erdrutschgefahr und Ende der Bergungsarbeiten
Fünf Tage nach der Katastrophe begannen die lokalen Behörden mit der Evakuierung des betroffenen Gebietes. Da sich Felsen vor Ort noch immer bewegen und vom Berg weiterhin Erdmassen, Steine und Schutt abgehen, gehe man von weiteren Bergstürzen aus, so Sandis Tsaka von der Provinz Enga.
Wegen fortwährender Erdrutschgefahr wurden sämtliche Bergungsmaßnahmen am 5. Juni 2024 eingestellt.

## Hilfsleistungen
Der Premierminister Papua-Neuguineas, James Marape, flog in das Katastrophengebiet und sagte finanzielle Hilfen in Höhe von 4,7 Millionen Euro zu.